# Park Mi-hyun
Park Mi-hyun (Busan, 26 januari 1986) is een Zuid-Koreaans hockeyster, die tot op heden (peildatum 12 december 2008) 100 interlands (10 doelpunten) speelde voor het Koreaanse vrouwenhockeyteam. 
Met de nationale ploeg nam ze deel aan de Olympische Spelen van Athene (2004), Peking (2008) en Londen (2012). Een zevende respectievelijk negende en achtste plaats werden bereikt. Op het kwalificatietoernooi voor de Spelen van Peking was Park topscorer. Ook op het Wereldkampioenschap te Madrid (2006) behaalde Zuid-Korea de negende plaats, met Park in de ploeg. Ze scoorde in het toernooi drie doelpunten. Haar Koreaanse club is Busan.
In 2006 werd zij door Féderation Internationale de Hockey (FIH) uitverkozen tot Beste vrouwelijke talent van de Wereld.

## Onderscheidingen
- 2006 – FIH Junior Player of the World